# Gunilla Jonsdotter
Gunilla (Gunill) Jonsdotter, född okänt år, död efter 1667, var en samisk helbrägdagörare eller naturläkare. Hon ställdes inför rätta för trolldom. Att samiska kvinnor ställdes inför rätt för trolldom var inte vanligt i Sverige, och hennes fall har föreslagits vara en del av den pågående kristnandet av samerna. 
Gunill var syster till lapplänsmannen Tomas Jonsson. Hon var verksam som naturläkare eller helbrägdagörare och väl känd i det yrket. Hon hade tre barn men var ogift, och ska inte ha varit särskilt intresserad av den kristna religionen utan nekat att ta nattvarden. Detta var vid en tidpunkt när samerna ofta var döpta i den kristna tron och bar ett kristet namn, men endast var kristna och använda sina kristna namn i kontakt med de kristna nordborna, medan de i övrigt använde samiska namn och utövade samisk religion; därav namnet Gunilla. 
Hon anklagades inför tinget 6 november 1665 av kaplanen Werner Adamsson och hans bror Claes Adamsson för att år 1662 ha mördat deras far, den tidigare kyrkoherden i Undersåker, Adam Wellamsson, eller Werner Adami Klangundius, genom trolldom. Det uppgavs att kyrkoherden hade vägrat viga Gunill vid hennes tredje barns far, något som hade resulterat i en konflikt. Kort därpå ska Wellamson ha blivit sjuk och slutligen också dött. Eftersom Gunill var väl känd som en framgångsrik naturläkare, hävdade man att hon, som kunde rädda liv, följaktligen också borde kunna avsluta liv. 
Gunill nekar till att ha den kunskapen och hon anmodas skaffa vittnen att svära på hennes oskuld till nästa gång. Vid tinget den 18 oktober 1666 vittnar hennes bror, svägerska och syskonbarn till hennes förmån, men deras vittnesmål godkänns inte och hon döms till döden för trolldom. Den 20 april 1667 bekräftas dödsdomen av hovrätten. 
Gunill fördes till avrättningsplatsen och bands fast vid bålet. Enligt överenskommelse utan hennes vetskap skulle hon vid ett erkännande avrättas, men vid fortsatt nekande friges. Hon nekade, och underkastades spöstraff, varefter hon frigavs och bannlystes från trakten. 